# Епархия Кишинёва (католическая)
 Епархия Кишинёва (лат. Dioecesis Chisinauensis) — епархия Римско-католической церкви в Кишинёве, Молдавия. Епархия Кишинёва действует на территории всей Молдавии и подчиняется непосредственно Святому Престолу. Кафедральным собором епархии является церковь Божественного Провидения в Кишинёве.

## История
28 октября 1993 года Святой Престол учредил апостольскую администратуру Молдавии, выделив её из епархии Ясс. 27 октября 2001 года Папа Римский Иоанн Павел II преобразовал апостольскую администратуру Молдавии в епархию Кишинёва.

## Ординарии епархии
- священник Антон Коша (до 28 октября 1993 года) — апостольский администратор апостольской администратуры Молдавии;
- епископ Антон Коша (с 27 октября 2001 года — по настоящее время) — ординарий епархии Кишинёва.

## Источник
- Annuario Pontificio, Libreria Editrice Vaticana, Città del Vaticano, 2003, ISBN 88-209-7422-3